# Gabriel Barkay

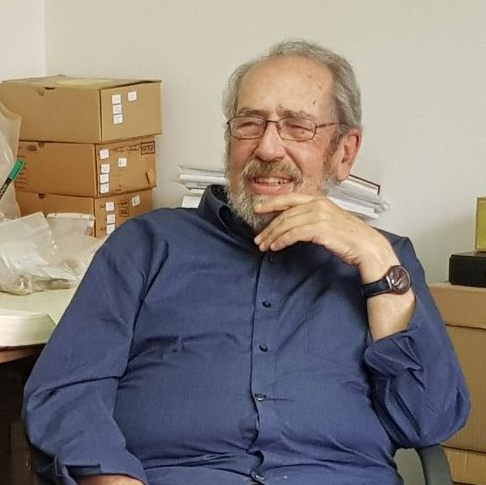
Gabriel Barkay (2017)

Gabriel „Gabi“ Barkay (hebräisch: גבריאל ברקאי), ursprünglich Gabriel Breslaver, (* 1944 in Budapest) ist ein israelischer Archäologe.

## Leben
Gabriel Barkays Kindheit war überschattet vom Holocaust. Seine Mutter Rachel kam mit dem Neugeborenen im Ghetto von Budapest an; der Handkarren, in dem sie das Kind und ihre wenige Habe transportierte, barg zugleich eine Torarolle. Sie stammte aus der Privatsynagoge ihres Großvaters Reb David Weiss. Im November 1944 sollten die letzten Bewohner des Budapester Ghettos mit einem Zug nach Polen abtransportiert werden; dazu kam es wegen Bombardements jedoch nicht mehr. „So wurde ich gerettet und auch die Torarolle in meiner Wiege.“ Der Vater, Eliezer Breslaver, überlebte ein Nazi-Arbeitslager in der Ukraine. Nach Kriegsende fand die Familie in Budapest zusammen. Eliezer Breslaver hebraisierte den Nachnamen zu Barkay und engagierte sich als Präsident des Jüdischen Nationalfonds in Ungarn. Er wurde als Zionist inhaftiert. Die Jewish Agency erwirkte die Ausreise der Familie aus Ungarn.
Im Alter von sechs Jahren kam Gabriel Barkay mit seinen Eltern per Schiff nach Israel. Seit seiner Alija 1950 lebt er in Jerusalem. Die Torarolle wurde bei Barkays Bar Mitzwa verwendet, danach stellte man fest, dass sie schadhaft geworden war. Eliezer Barkay ließ die Rolle restaurieren, so dass sie heute wieder von seiner Synagogengemeinde in Talpiot verwendet werden kann.
Er studierte seit 1964 an der Hebräischen Universität in Jerusalem Archäologie, Vergleichende Religionswissenschaft und Geographie. Seine akademischen Lehrer waren: Yigael Yadin, Michael Avi-Yonah, Ruth Amiran und Nahman Avigad. Nach einem Abschluss summa cum laude setzte er sein Archäologiestudium an der Tel Aviv University fort und schloss es dort 1985 mit dem Grad eines Ph.D. ab, gleichfalls summa cum laude.

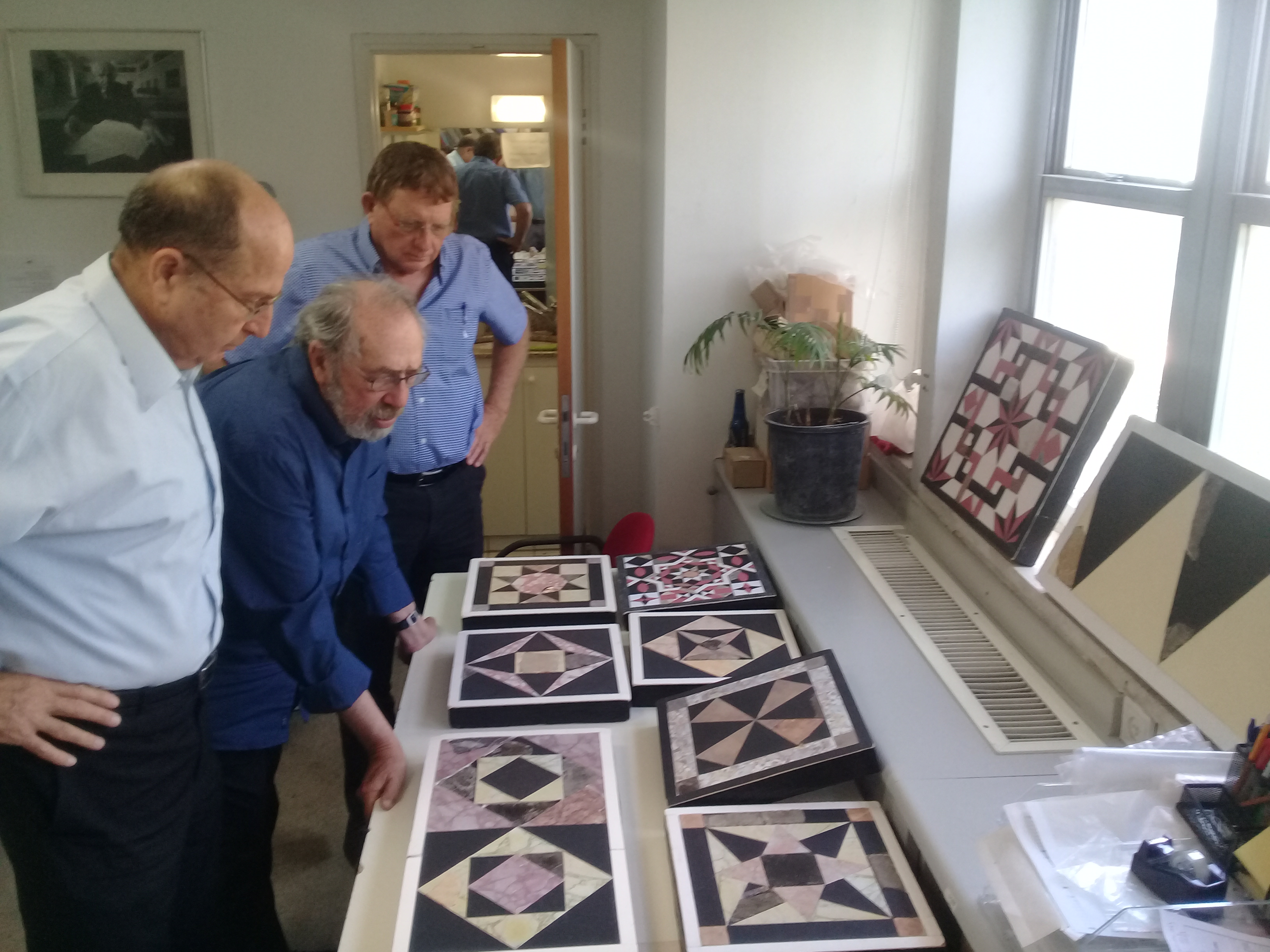
Das Temple Mount Sifting Project: Gabriel Barkay (Mitte) erläutert Mosche Jaalon (links) Bodenfliesen des Tempels, die zu verschiedenen Mustern zusammengesetzt werden konnten (2017)

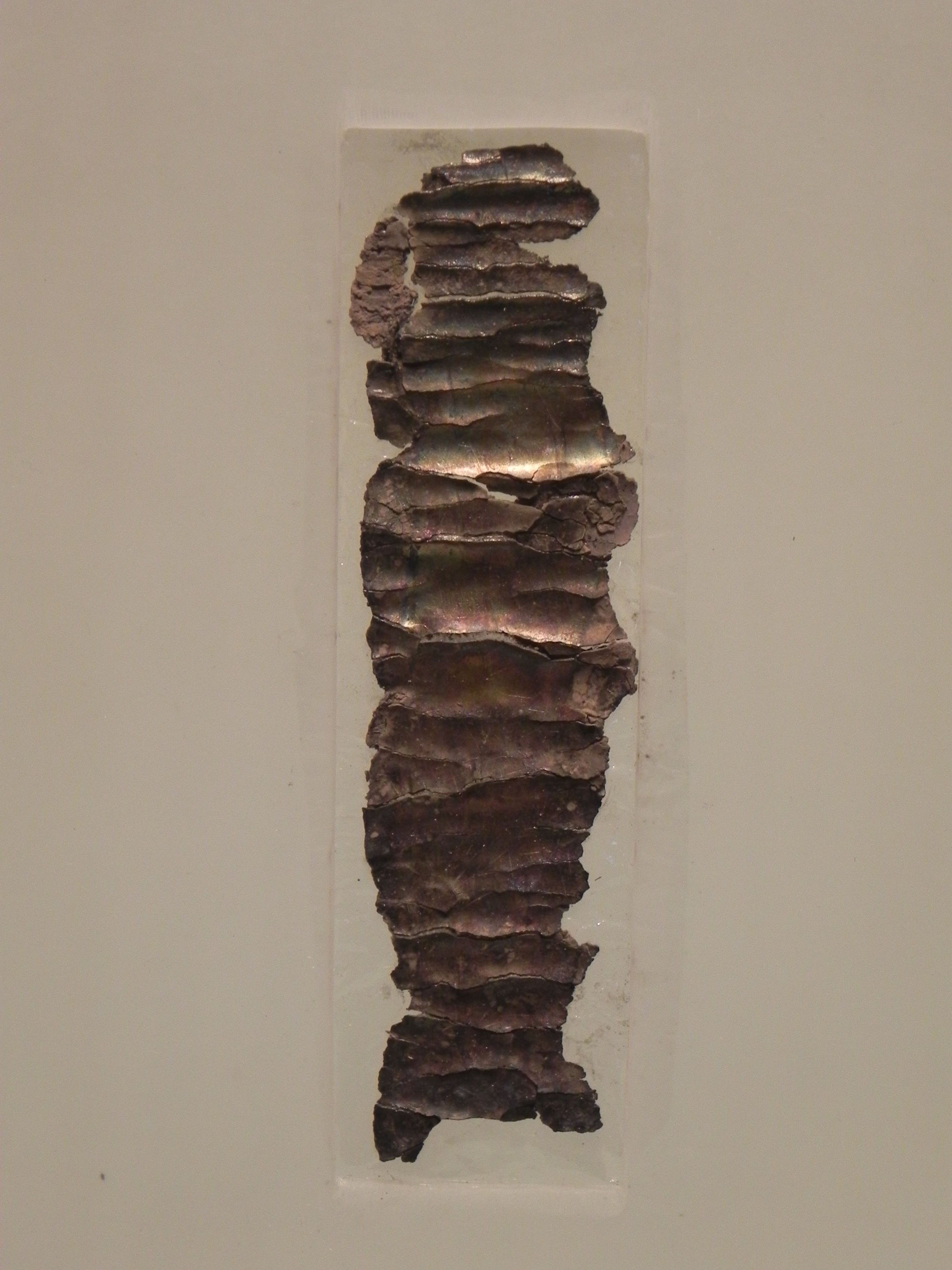
Aaronitischer Segen auf einer Silberlamelle aus Ketef Hinnom (Israel Museum)

## Lehre
Gabriel Barkay hatte Lehraufträge für Archäologie an der Tel Aviv University, der Bar-Ilan-Universität und am American Institute of Holy Land Studies.
Barkay nahm an zahlreichen Grabungen teil. Bekannt wurde er durch seine Entdeckung und Publikation der Silberlamellen von Ketef Hinnom.
Gemeinsam mit Zachi Dvira startete er 2004 das Temple Mount Sifting Project, das zum Ziel hat, Kleinfunde im Bodenaushub vom Tempelberg sicherzustellen, welcher bei Bauarbeiten der Waqf ohne archäologische Begleitung angefallen und im Kidrontal abgekippt worden war (siehe: Ställe Salomos).
Barkay, der sich als religiösen Juden bezeichnet, sieht Religion und Archäologie als zwei Bereiche, die nicht miteinander vermengt werden sollten: „Die Aufgabe der Bibel ist nicht, die Archäologie zu beweisen, und die Aufgabe der Archäologie ist nicht, die Bibel zu beweisen.“ Dass die Bibel historische Informationen enthalte, könne man beispielsweise an den Ausgrabungen von Lachisch sehen, an denen er selbst teilgenommen hatte. Der von ihm publizierte Fund der Silberrollen von Ketef Hinnom widerlege die Spätdatierung des aaronitischen Segens, wie sie seit Julius Wellhausen vertreten wurde.
Da er an archäologischen Untersuchungen antiker Rabbinergräber teilgenommen hatte, sah sich Barkay Drohungen von Aktivisten aus dem Haredi-Milieu ausgesetzt.

## Ehrungen
1996 erhielt er den Jerusalem-Preis für Archäologie und 2014 den von Irving und Cherna Moskowitz gestifteten Moskowitz-Preis für Zionismus.